# Подиграц
Подиграц (словен. Podigrac) је насељено место у општини Кунгота, Подравска регија, Словенија.

## Историја
До територијалне реорганизације у Словенији био је у саставу старе општине Песница.

## Становништво
У попису становништва из 2011. године, Подиграц је имао 69 становника.
| Број становника према пописима | Број становника према пописима | Број становника према пописима |
| ------------------------------ | ------------------------------ | ------------------------------ |
| 1991                           | 2002                           | 2011                           |
| 86                             | 68                             | 69                             |

Напомена: Године 2014. повећано за дио насеља Кресница (Шентиљ).